# Lepturonota loyaltiana
Lepturonota loyaltiana är en skalbaggsart som beskrevs av Stefan von Breuning 1953. Lepturonota loyaltiana ingår i släktet Lepturonota och familjen långhorningar. Inga underarter finns listade i Catalogue of Life.